# Azuelo
Azuelo – gmina w Hiszpanii, w Nawarze, o powierzchni 10,5 km². W 2011 roku gmina liczyła 38 mieszkańców.